# Torbellinos (dinámica de fluidos)

Una calle de vórtices de von Kármán alrededor de un cilindro. Esto puede ocurrir alrededor de los cilindros y esferas, para cualquier fluido, tamaño del cilindro y velocidad del fluido, siempre que el flujo tenga un número de Reynolds en el rango de ~ 40 a ~ 1000.

En dinámica de fluidos, un torbellino es el remolino de un fluido y la corriente inversa creada cuando el fluido se encuentra en un régimen de flujo turbulento. El fluido en movimiento crea un espacio libre de fluido que fluye aguas abajo en el lado corriente abajo del objeto. El fluido detrás del obstáculo fluye hacia el vacío produciendo un remolino de fluido en cada borde del obstáculo, seguido por un corto flujo inverso de fluido detrás del obstáculo que fluye corriente arriba, hacia la parte posterior del obstáculo. Este fenómeno se observa naturalmente detrás de grandes rocas emergentes en ríos de flujo rápido. 

## Remolinos y torbellinos en ingeniería
La propensión de un fluido a arremolinarse se utiliza para promover una buena mezcla de combustible y aire en los motores de combustión interna. 
En la mecánica de fluidos y los fenómenos de transporte , un remolino no es una propiedad del fluido, sino un movimiento violento de remolino causado por la posición y la dirección del flujo turbulento.

Un diagrama que muestra la distribución de la velocidad de un fluido que se mueve a través de una tubería circular, para flujo laminar (izquierda), flujo turbulento, tiempo promedio (centro) y flujo turbulento, representación instantánea (derecha)

## Número de Reynolds y turbulencia
En 1883, el científico Osborne Reynolds realizó un experimento de dinámica de fluidos con agua y tinta, donde ajustó las velocidades de los fluidos y observó la transición del flujo laminar al turbulento, caracterizado por la formación de remolinos y vórtices.  El flujo turbulento se define como el flujo en el cual las fuerzas de inercia del sistema son dominantes sobre las fuerzas viscosas. Este fenómeno se describe mediante el número de Reynolds , un número adimensional utilizado para determinar cuándo se producirá un flujo turbulento. Conceptualmente, el número de Reynolds es la relación entre las fuerzas de inercia y las fuerzas viscosas.
La forma general para el número de Reynolds que fluye a través de un tubo de radio r (o diámetro d): 
{\displaystyle Re={2v\rho r \over \mu }={\rho vd \over \mu }}
donde:
{\displaystyle {v}=velocidad}
{\displaystyle \rho =densidad}
{\displaystyle r=radio}
{\displaystyle \mu =viscosidad}

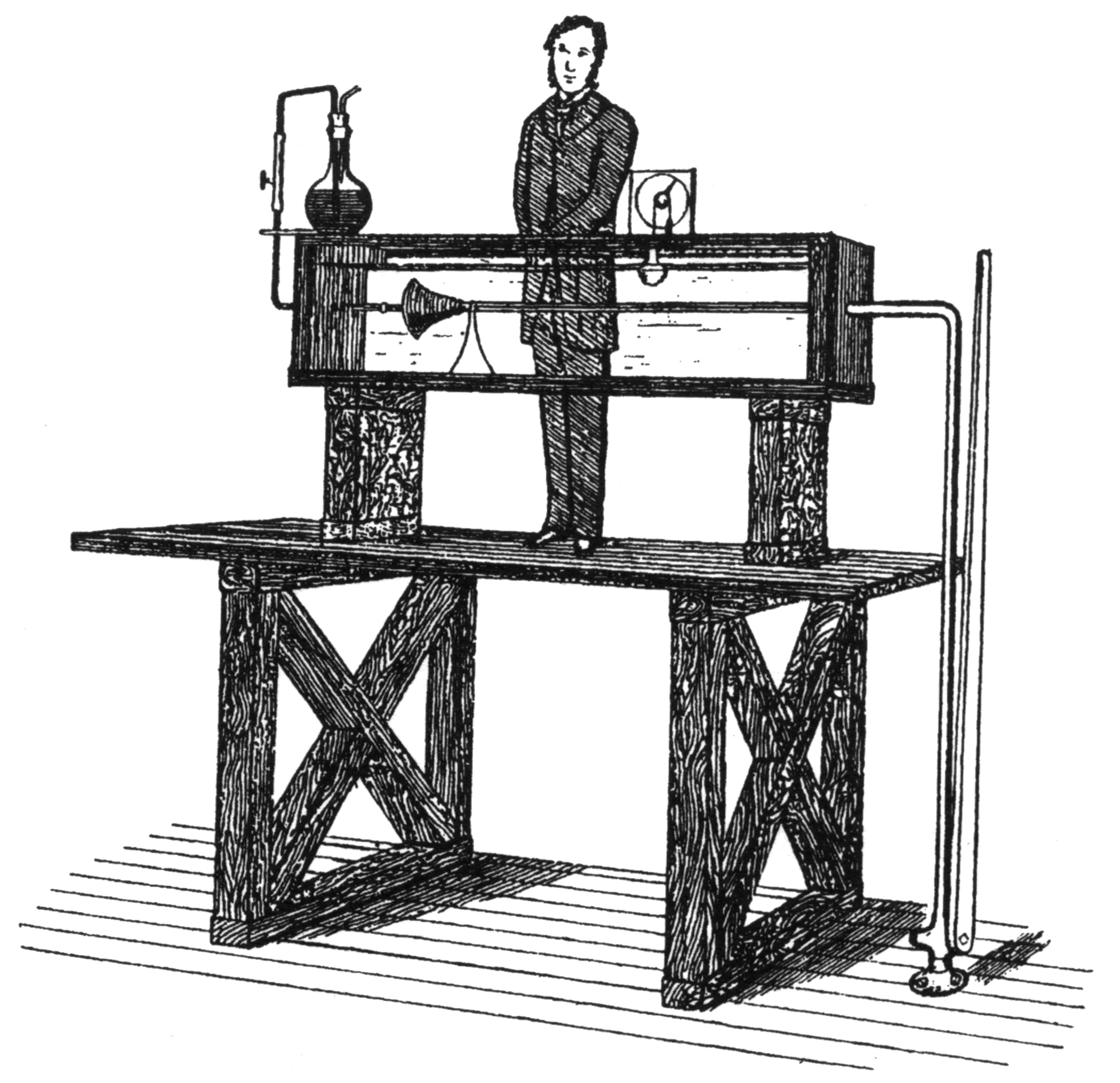
Experimento de Reynolds (1883). Osborne Reynolds de pie junto a su aparato.

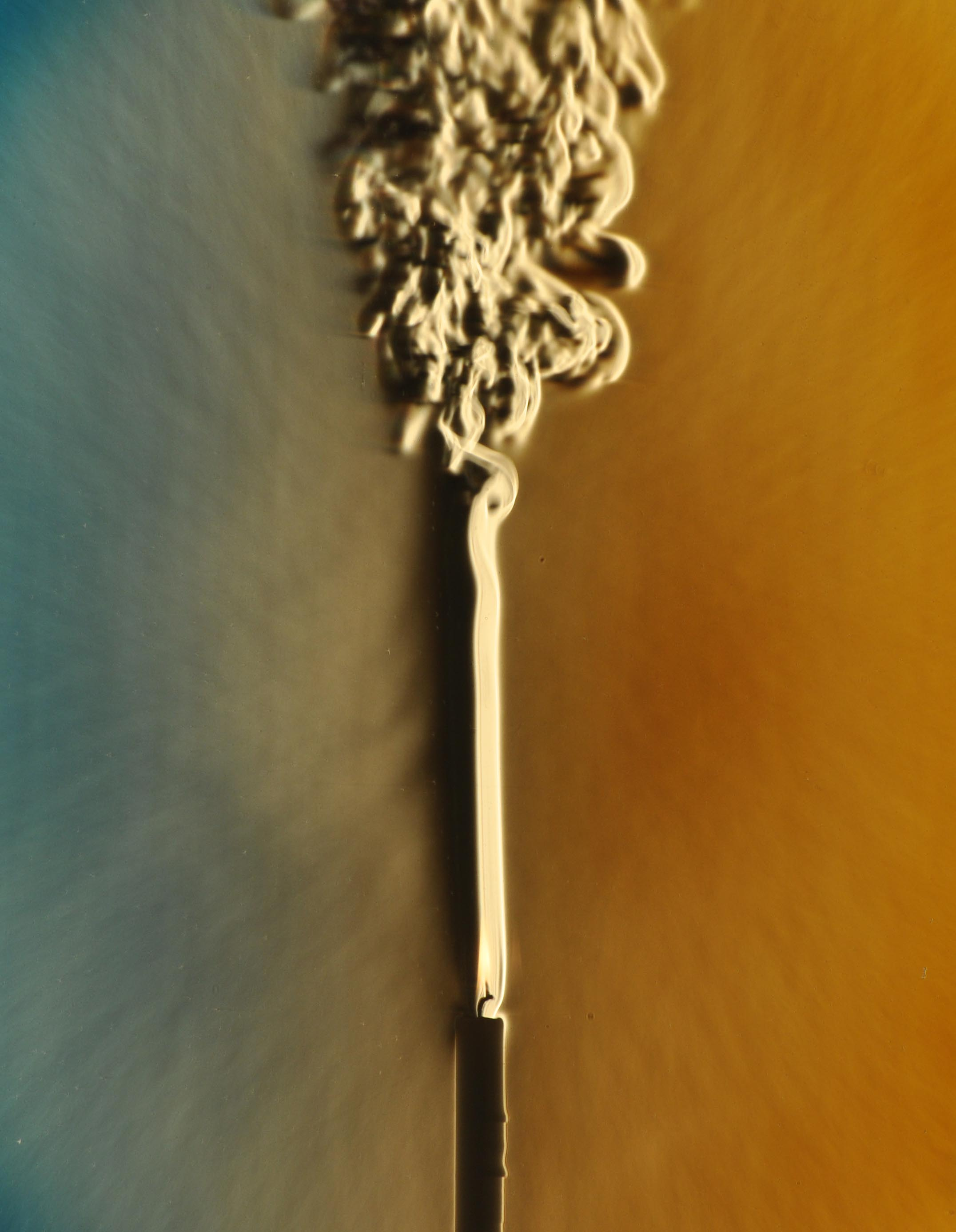
Fotografía de Schlieren que muestra la columna de convección térmica que se eleva desde una vela ordinaria en el aire en calma. La pluma es inicialmente laminar, pero la transición a la turbulencia se produce en el tercio superior de la imagen. La imagen se realizó utilizando el espejo Schlieren de 1 metro de diámetro de Floviz Inc. por el Dr. Gary Settles.

La transición del flujo laminar al flujo turbulento en un fluido se define por el número crítico de Reynolds: 
{\displaystyle Re_{c}\approx 2000}
En términos del número crítico de Reynolds, la velocidad crítica se representa como: 
{\displaystyle v_{c}={R_{c}\mu  \over \rho d}}

## Investigación y desarrollo

### Hemodinámica
La hemodinámica es el estudio del flujo sanguíneo en el sistema circulatorio. El flujo de sangre en las secciones rectas del árbol arterial suele ser laminar (tensión alta en la pared), pero las ramas y curvaturas en el sistema causan un flujo turbulento. El flujo turbulento en el árbol arterial puede causar varios efectos preocupantes, que incluyen lesiones ateroscleróticas, hiperplasia neointimal posquirúrgica, reestenosis intra stent, insuficiencia del injerto de derivación de vena, vasculopatía del trasplante y calcificación de la válvula aórtica. 

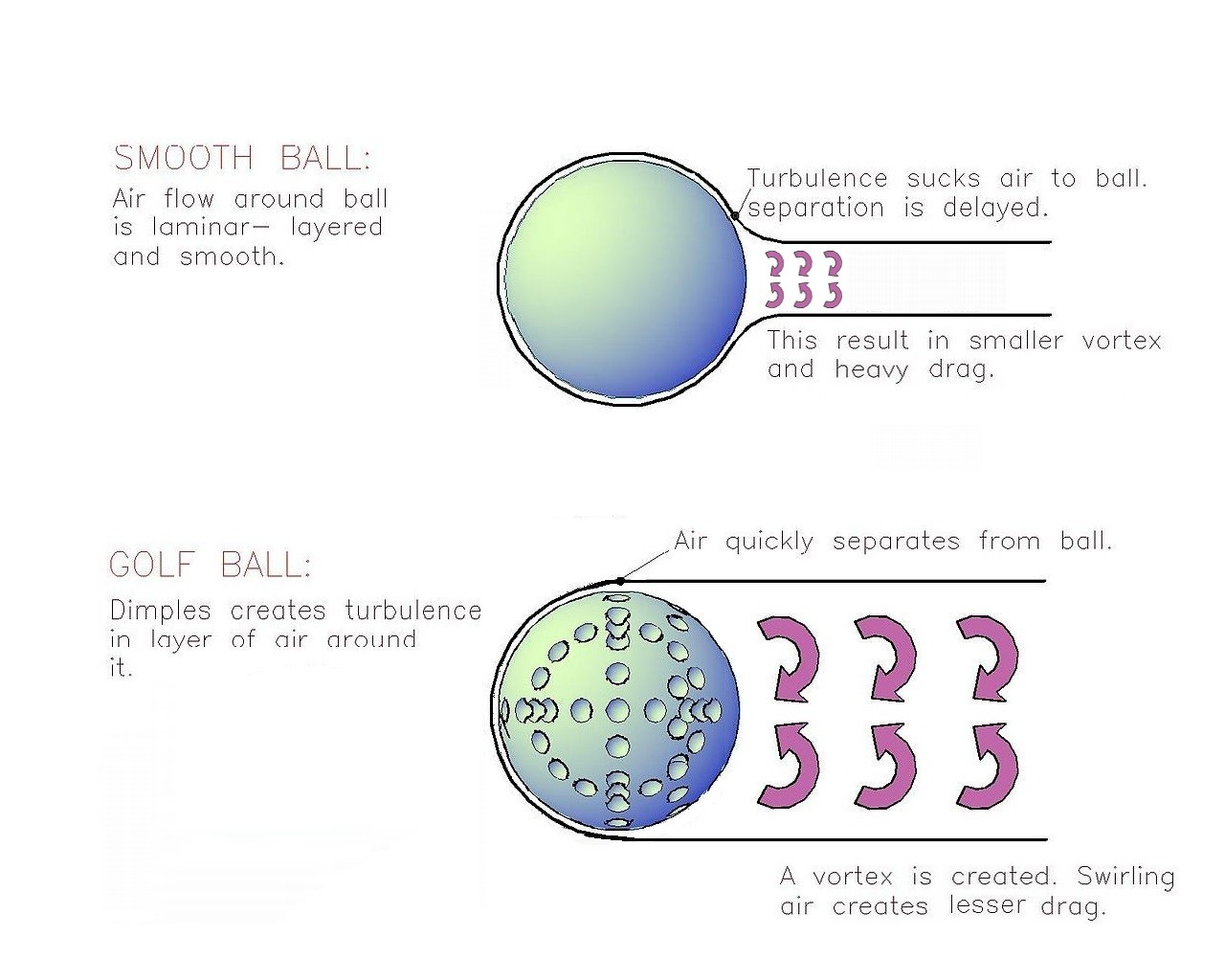
Comparación del flujo de aire alrededor de una pelota de golf suave frente a una pelota de golf con hoyuelos.

### Procesos industriales
Las propiedades de elevación y arrastre de las pelotas de golf se personalizan mediante la manipulación de hoyuelos a lo largo de la superficie de la pelota, lo que permite que la pelota de golf viaje más lejos y más rápido en el aire.
Los datos de los fenómenos de flujo turbulento se han utilizado para modelar diferentes transiciones en los regímenes de flujo de fluidos, que se utilizan para mezclar fluidos y aumentar las velocidades de reacción dentro de los procesos industriales.

### Corrientes fluidas y control de la contaminación
Las corrientes oceánicas y atmosféricas transfieren partículas, escombros y organismos en todo el mundo.  Si bien el transporte de organismos, como el fitoplancton , es esencial para la preservación de los ecosistemas, el petróleo y otros contaminantes también se mezclan en el flujo actual y pueden transportar la contaminación lejos de su origen. Las formaciones de remolinos circulan basura y otros contaminantes en áreas concentradas que los investigadores están rastreando para mejorar la limpieza y la prevención de la contaminación. 
Los remolinos oceánicos de mesoescala desempeñan un papel crucial en la transferencia del polo térmico, así como en el mantenimiento de gradientes de calor a diferentes profundidades.

### Dinámica de fluidos computacional
Estos son modelos de turbulencia en los que los esfuerzos de Reynolds, obtenidos a partir de un promedio de Reynolds de las ecuaciones de Navier-Stokes, se modelan mediante una relación constitutiva lineal con el campo de restricción del flujo medio, como: 
{\displaystyle -\rho \langle u_{i}u_{j}\rangle =2\mu _{t}S_{i,j}-{2 \over 3}\rho \kappa \delta _{i,j}}
donde 
- {\displaystyle \mu _{t}}es el coeficiente denominado "viscosidad" de turbulencia (también llamado viscosidad de torbellino)
- {\displaystyle \kappa ={\tfrac {1}{2}}(\langle u_{1}u_{1}\rangle +\langle u_{2}u_{2}\rangle +\langle u_{3}u_{3}\rangle )}es la energía cinética turbulenta media.
- {\displaystyle S_{i,j}}es la tasa media de deformación La inclusión de  {\displaystyle {\tfrac {2}{3}}\rho \kappa \delta _{i,j}} en la relación constitutiva lineal es requerida por propósitos de álgebra tensorial cuando se resuelven modelos de turbulencia de dos ecuaciones (o cualquier otro modelo de turbulencia que resuelva una ecuación de transporte para {\displaystyle \kappa }).

## Torbellinos del océano de mesoescala

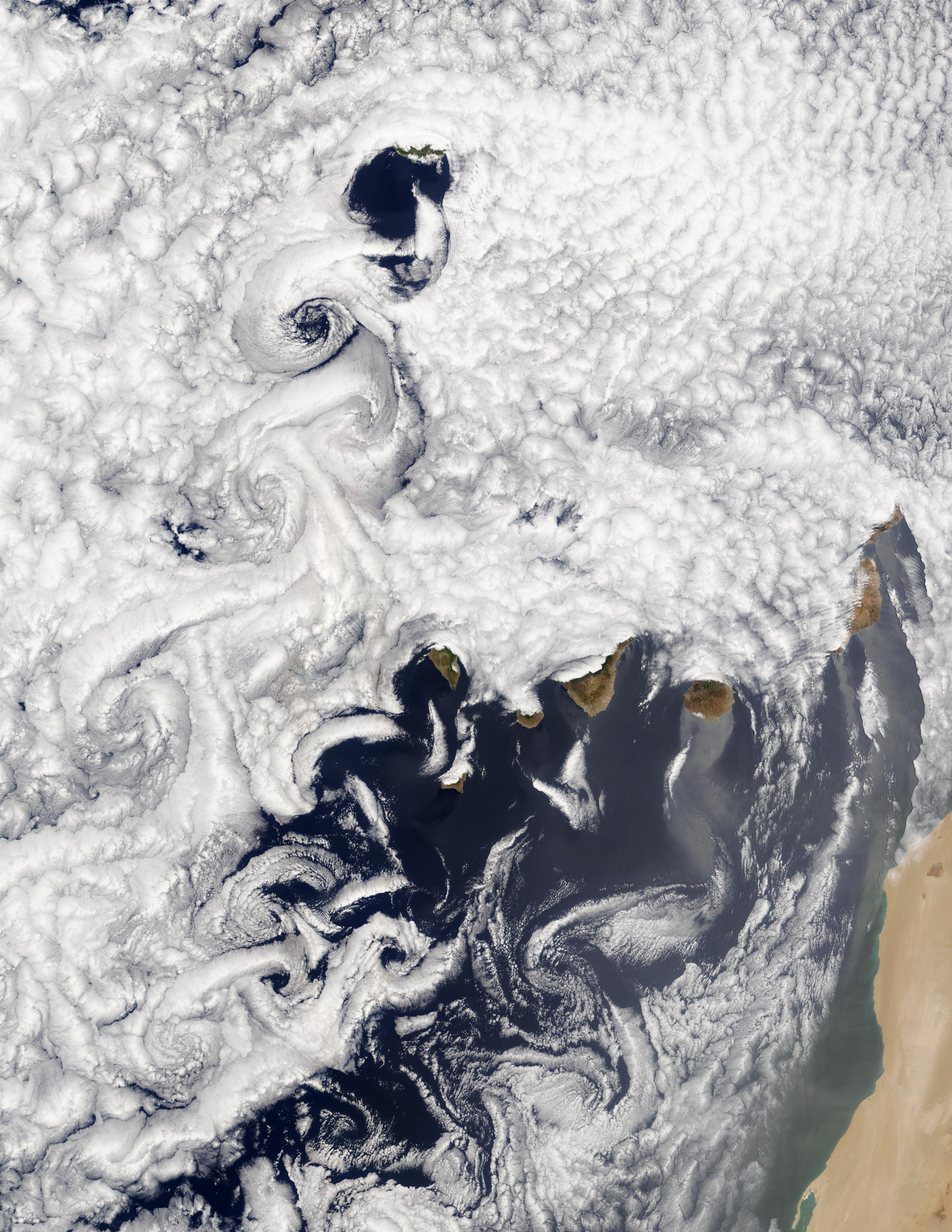
Bajo el viento de obstáculos, en este caso, Madeira y las Islas Canarias frente a la costa oeste de África, los remolinos crean patrones turbulentos llamados calles de vórtice.

Los remolinos son comunes en el océano, y varían en diámetro desde centímetros hasta cientos de kilómetros. Los remolinos de menor escala pueden durar unos segundos, mientras que las funciones más grandes pueden persistir durante meses o años. 
Los remolinos que tienen entre 10 y 500 km (6,2 y 310,7 millas) de diámetro y persisten durante períodos de días a meses se conocen en oceanografía como remolinos de mesoescala.
Los remolinos de mesoescala se pueden dividir en dos categorías: remolinos estáticos, causados por el flujo alrededor de un obstáculo (ver animación), y remolinos transitorios, causados por inestabilidad baroclínica. 
Cuando el océano contiene un gradiente de altura de la superficie del mar, se crea un chorro o una corriente, como la Corriente Circumpolar Antártica. Esta corriente como parte de un sistema baroclínicamente inestable serpentea y crea remolinos (de la misma manera que un río serpenteante forma un lago de proa de buey).  Estos tipos de remolinos de mesoescala se han observado en muchas de las principales corrientes oceánicas, incluidas la Corriente del Golfo, la Corriente de Agulhas, la Corriente de Kuroshio y la Corriente Circumpolar Antártica, entre otras. 
Los remolinos oceánicos de mesoescala se caracterizan por corrientes que fluyen en un movimiento aproximadamente circular alrededor del centro del remolino. El sentido de rotación de estas corrientes puede ser ciclónico o anticiclónico (como Haida Eddies). Los remolinos oceánicos también suelen estar formados por masas de agua que son diferentes de las que se encuentran fuera del remolino.  Es decir, el agua dentro de un remolino generalmente tiene diferentes características de temperatura y salinidad al agua fuera del remolino.  Existe un vínculo directo entre las propiedades de la masa de agua de un remolino y su rotación.  Los remolinos calientes giran de forma anticíclica, mientras que los remolinos fríos giran de manera ciclónica. 
Debido a que los remolinos pueden tener una circulación vigorosa asociada a ellos, son una preocupación para las operaciones navales y comerciales en el mar.  Además, debido a que los remolinos transportan el agua anormalmente caliente o fría a medida que se mueven, tienen una influencia importante en el transporte de calor en ciertas partes del océano. 